# Сејлем (Џорџија)
Сејлем (енгл. Salem) насељено је место без административног статуса у америчкој савезној држави Џорџија.

## Демографија
По попису из 2010. године број становника је 310, што је 29 (-8,6%) становника мање него 2000. године.
| Група             | 2000.       | 2010.       |
| Белци             | 10 (2,9%)   | 5 (1,6%)    |
| Афроамериканци    | 328 (96,8%) | 303 (97,7%) |
| Азијати           | 0 (0,0%)    | 0 (0,0%)    |
| Хиспаноамериканци | 3 (0,9%)    | 1 (0,3%)    |
| Укупно            | 339         | 310         |